# 植竹町
植竹町（うえたけちょう）は、埼玉県さいたま市北区の町名。現行行政地名は植竹町一丁目および植竹町二丁目。住居表示未実施地区。郵便番号は331-0813。

## 地理
埼玉県さいたま市北区南部の大宮台地浦和大宮支台上に位置する「Ｌ」の字を上下に反転させた形の区域を有する。東側で土呂町や盆栽町に、南側で高鼻町や土手町に、西側で東大成町に、北側で宮原町に隣接する。町内は市街化区域に指定され、学校や小規模な団地、商業施設、住宅展示場、自動車学校など、さまざまな施設が点在する。周辺の宮原地区はさいたま市の都市計画で副都心に位置付けられているが、他の副都心地区に比べて小規模な開発にとどまっている。

## 歴史
- 1950年（昭和25年） - 二丁目2番地に当たる場所に埼玉自動車学校が設立される[6]。
- 1951年（昭和26年）9月1日 - 二丁目1番地に当たる場所に大宮市立植竹小学校（現・さいたま市立植竹小学校）が開校する[7]。
- 1952年（昭和27年）7月20日 - 二丁目68番地に当たる場所に埼玉県立聾学校（私立埼玉盲学校として1908年（明治41年）2月25日開校[7]、後の埼玉県立大宮ろう学校、現・埼玉県立特別支援学校大宮ろう学園）が川越市より移転する[8]。
- 1957年（昭和32年）11月1日 -町名地番変更により、大字大宮および大字土呂の各一部から植竹町一丁目・二丁目が成立[9]。地名は当地区の字名からつけられた[10]。
- 1959年（昭和34年） - 地内に大宮植竹郵便局が開局する[10]。
- 1990年（平成2年）3月10日 - 地内を通る東北本線に「宇都宮線」の愛称を設定、使用開始される。
- 1998年（平成10年）
  - 1月13日 - 一丁目・二丁目の各一部を事業区域に含む北部拠点宮原土地区画整理事業の都市計画決定が告示される[11]。
  - 5月18日 - 北部拠点宮原土地区画整理事業の事業計画決定が告示される[11]。
- 2001年（平成13年）5月1日 - 浦和市・大宮市・与野市が合併し、さいたま市が発足。同市の町名となる。
- 2003年（平成15年）4月1日 - さいたま市が政令指定都市に移行し、同市北区の町名となる。
- 2004年（平成16年）7月 - 大宮市時代からの大宮火葬場が見沼区染谷二丁目に移転し、大宮聖苑として開場。その後跡地は高齢者生きがい活動センターとなった。
- 2006年（平成18年）9月16日 - 北部拠点宮原土地区画整理事業の換地処分が前日に行われた[11]ことに伴い、町名地番変更が行われ[12]、植竹町一丁目の一部が宮原町一丁目に編入される[13]。また、宮原町一丁目の一部が植竹町一丁目に編入される[13]。加えて、植竹町一丁目の一部で地番が変更になるとともに、植竹町一丁目・二丁目の各一部が消滅する[13]。

## 世帯数と人口
2017年（平成29年）9月1日時点の世帯数と人口は以下の通りである。
| 丁目         | 世帯数    | 人口    |
| ------------ | --------- | ------- |
| 植竹町一丁目 | 2,488世帯 | 5,144人 |
| 植竹町二丁目 | 735世帯   | 1,432人 |
| 計           | 3,223世帯 | 6,576人 |

## 小・中学校の学区
市立小・中学校に通う場合、学区（校区）は以下の通りとなる。
| 丁目         | 番地       | 小学校                   | 中学校                   |
| ------------ | ---------- | ------------------------ | ------------------------ |
| 植竹町一丁目 | 1 - 55番地 | さいたま市立大宮北小学校 | さいたま市立大宮北中学校 |
| 植竹町一丁目 | その他     | さいたま市立植竹小学校   | さいたま市立植竹中学校   |
| 植竹町二丁目 | 全域       | さいたま市立植竹小学校   | さいたま市立植竹中学校   |

## 交通
町域の最南端の境界付近をJR東北本線（愛称：宇都宮線）が通るが鉄道駅はない。徒歩圏内にはJR土呂駅や東武野田線北大宮駅がある。

### 道路
- 埼玉県道164号鴻巣桶川さいたま線（旧中山道）
- 植竹遊歩道[15] - 植竹遊歩道公園とも称される

## 地域

### 公園・緑地
- 鈴浦公園
- 東植竹公園
- こまどり公園
- 植竹北公園
- 植竹一丁目公園
- 源太郎公園

### 施設
- さいたま市立植竹小学校
- 大宮警察署加茂宮交番
- さいたま市消防局北消防署植竹出張所
- 大宮植竹郵便局
- 土呂西口郵便局
- 埼玉県警察学校
- 県営大宮植竹団地
- 埼玉県立特別支援学校大宮ろう学園
- 埼玉県自動車学校 - 埼玉県初の自動車学校[6]
- 植竹一丁目自治会館

※ さいたま市立植竹中学校は土呂町に、植竹公民館は盆栽町に所在する。